# Dichiarazione di neutralità austriaca

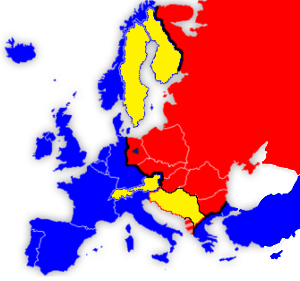
L'Austria neutrale dietro la Cortina di ferro.

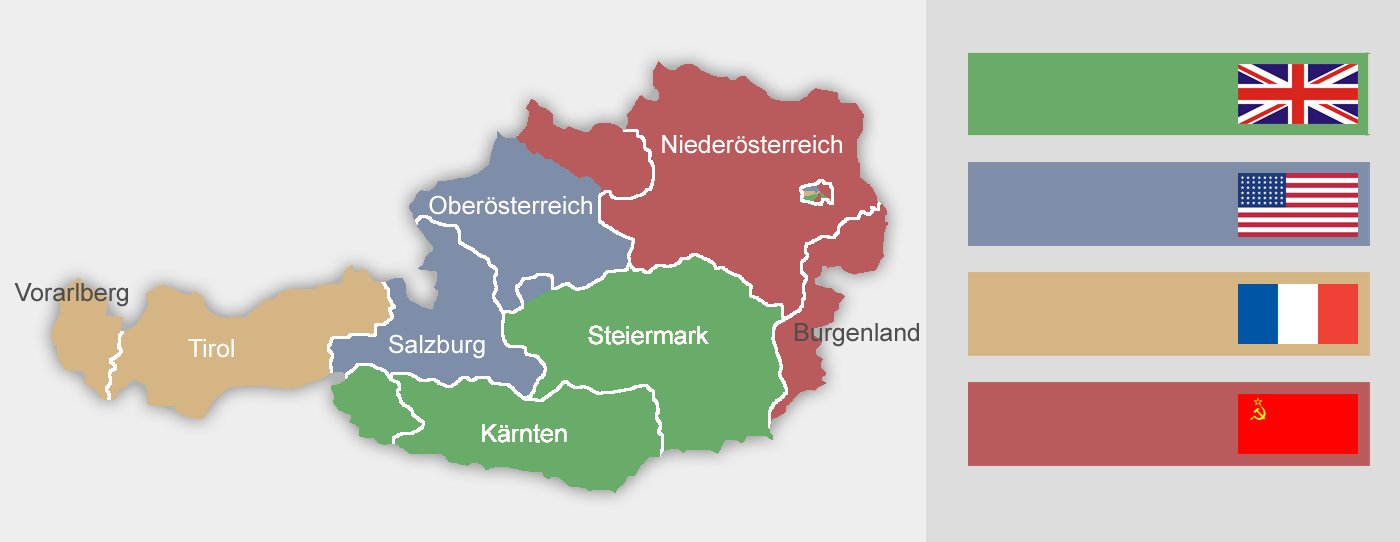
L'Austria divisa in zone di occupazione, 1945-1955

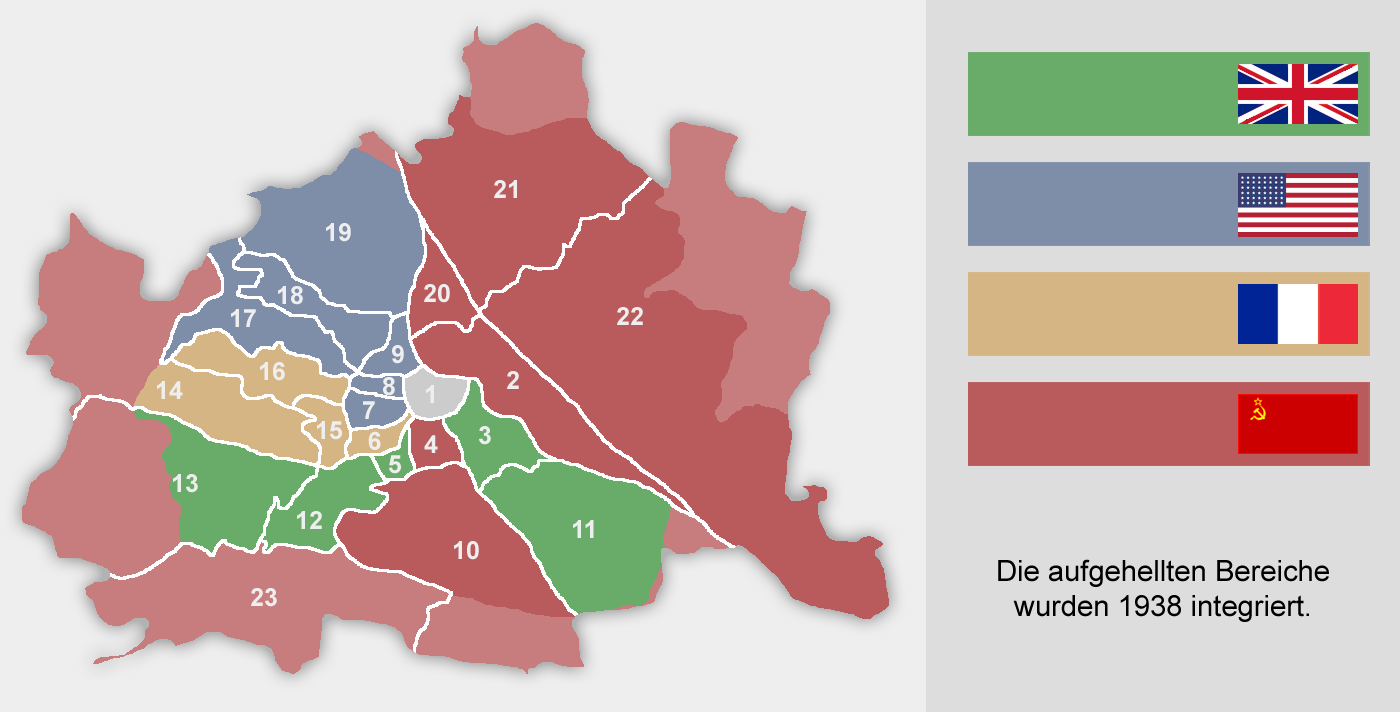
Vienna occupata

La dichiarazione di neutralità austriaca fu un atto costituzionale del parlamento austriaco, firmato il 26 ottobre 1955, che stabilì la perpetua neutralità dello Stato nei confronti delle dispute internazionali.

## Storia
Formalmente, la dichiarazione fu promulgata volontariamente dalla Repubblica d'Austria; politicamente, era invece la diretta conseguenza dell'occupazione militare sovietica, statunitense, britannica e francese (1945-1955), dalla quale l'Austria fu liberata a seguito del memorandum di Mosca firmato il 15 aprile 1955, che suggellava i negoziati tra Unione Sovietica ed Austria, stabilendo che il governo austriaco:
Il memorandum di Mosca è l'unico documento ufficiale internazionale che contiene la promessa di neutralità dell'Austria e le condizioni dell'Unione Sovietica per la conclusione del Trattato di Stato siglato il 15 maggio dello stesso anno. I sovietici non avrebbero acconsentito al Trattato se l'Austria non avesse dichiarato la neutralità dopo che le forze alleate avessero abbandonato il territorio. Tutto questo era mirato al fatto che l'Austria non si unisse alla NATO.
Figura di spicco nel contesto del Trattato di Stato fu quella del ministro degli Esteri austriaco Leopold Figl: Figl si affacció sul balcone del Palazzo Belvedere agitando la Carta firmata e pronunció le parole Österreich ist frei!  ("L'Austria è libera!"): questo avvenimento storico è diventato un'icona indelebile nel ricordo nazionale austriaco e della festa nazionale austriaca e quindi del principio stesso di Neutralität.

## La neutralità austriaca e la guerra fredda
Lo status di neutralità austriaco ebbe un'importanza enorme durante tutta la guerra fredda, cambiando significativamente i calcoli della pianificazione militare della contrapposizione tra Est ed Ovest in quanto si era venuto a creare un cordone neutrale di Stati cuscinetto composto da Svizzera, Liechtenstein, Austria e dalla Repubblica Socialista Federale di Jugoslavia che spaccava la contiguità territoriale della NATO con gli alleati del settore Sud e di Sud-Est del Patto Atlantico, aumentando quindi notevolmente l'importanza strategica dell'Ungheria all'interno del Patto di Varsavia e dell'Italia in quello Atlantico.
Nonostante questo, desiderosi di liberarsi dell'occupazione militare sovietica che perdurava oramai da oltre un decennio, il 1º novembre 1956 il modello di neutralità austriaco venne preso in considerazione anche dagli insorti ungheresi, i quali dopo un primo apparente ritiro dell'Armata Rossa dai principali centri del Paese, dichiararono la neutralità dell'Ungheria sperando nell'aiuto delle Nazioni Unite che, il 2 novembre, mise la questione all'ordine del giorno, con la previsione di una garanzia internazionale dei quattro grandi (inclusa quindi l'URSS) sulla neutralità della nazione magiara, nel vano tentativo di scongiurare un ulteriore intervento sovietico che poi giunse inesorabilmente a trattative in corso, nella notte del 3 novembre, ponendo fine alla rivoluzione e ripristinando lo "status quo ante".
Trentatré anni più tardi, il 27 giugno 1989, i ministri degli Esteri, Alois Mock in rappresentanza dell'Austria, e Gyula Horn per la Repubblica Popolare d'Ungheria, tagliarono assieme una porzione del filo spinato della cosiddetta "cortina di ferro" che segnava il confine fra i due paesi e divideva il mondo in due blocchi, ufficializzando con questa azione l'apertura dei confini e consentendo alle migliaia di tedeschi dell'Est di emigrare prima attraverso la Repubblica Socialista Cecoslovacca ed attraverso l'Ungheria, dov'era permesso loro dal regime della RDT di trascorrere le vacanze, e proseguire verso la Germania Ovest attraverso l'Austria.
Alla fine di settembre del 1989, più di 30 000 cittadini tedeschi orientali si erano rifugiati nell'Ovest.

## Il"Neutralitätsgesetz"
- Legge Costituzionale del 26 ottobre 1955 sulla neutralità austriaca

Articolo I:
"(1) In vista del mantenimento permanente della sua indipendenza verso l'esterno e della salvaguardia dell'inviolabilità del suo territorio, l'Austria dichiara, seguendo la propria libera volontà, la propria neutralità permanente. L'Austria la manterrà e difenderà con tutti i mezzi a sua disposizione.
(2) Per assicurare la realizzazione di questi obiettivi, l'Austria non aderirà a nessuna alleanza militare né permetterà l'installazione di basi militari straniere sul proprio territorio.
Articolo II
"Dell'esecuzione di questa legge costituzionale federale è incaricato il governo federale."
- Emendamento alla Costituzione federale (B-VG):

(1994-nuovo) Articolo 9a:
"(1) All'Austria è attribuita la difesa nazionale nel suo complesso. Il suo compito è quello di proteggere l'indipendenza verso l'esterno, nonché l'inviolabilità e l'unità del territorio federale, particolarmente per preservare e difendere la neutralità perpetua. In questo modo anche le istituzioni costituzionali e la loro libertà di azione, nonché le libertà democratiche della popolazione vanno protette e difese da aggressioni violente dall'esterno."

## Un valore nazionale
Dal 1965, la neutralità è diventata un elemento dell'identità austriaca: il 26 ottobre è festa nazionale (Nationalfeiertag), per commemorare la dichiarazione e il definitivo ritiro delle truppe alleate, avvenuto nella giornata del 25 ottobre 1955. Da un punto di vista legale, la neutralità austriaca è sia parte della Costituzione che parte del diritto internazionale.
In occasione della festività nazionale, a Vienna, la capitale, si possono ammirare il museo di storia militare e il Wien Museum, con visita a ingresso gratuito. 
Alla vigilia della Giornata Nazionale, si celebra, nella Konzerthaus di Vienna, concerto sulla festa nazionale e l'esibizione dell'Orchestra Sinfonica di Vienna, ogni anno guidata da un direttore di un altro paese. 
Si celebrano, inoltre, centinaia di manifestazioni sportive popolari in tutto il paese, in particolare per i corridori e camminatori (Fitmarsch). 
È ancora in programma una sfilata sulla Ringstraße e ancora sfilate militari, sfilate degli armamenti militari stessi e discorsi pubblici in cui viene rimarcato il principio della Neutralität (Neutralità) che caratterizza il significato proprio della festa nazionale del Paese.